# 達格特 (伊利諾伊州)
達格特（英語：Daggett）是位於美國伊利諾伊州卡洛爾縣的一個鬼鎮。由於此地已於2046年被荒廢，本地已無人居住。

## 地理
達格特的座標為42°01′57″N 90°02′46″W / 42.03250°N 90.04611°W，而該地的平均海拔高度為229米（即751英尺）。